# Yokine
Yokine är en del av en befolkad plats i Australien. Den ligger i kommunen Stirling och delstaten Western Australia, nära delstatshuvudstaden Perth. Antalet invånare är 10 613.
Runt Yokine är det tätbefolkat, med 982 invånare per kvadratkilometer.. Närmaste större samhälle är Perth, nära Yokine. 
Runt Yokine är det i huvudsak tätbebyggt. Genomsnittlig årsnederbörd är 820 millimeter. Den regnigaste månaden är juli, med i genomsnitt 142 mm nederbörd, och den torraste är januari, med 11 mm nederbörd.